# میان‌پنجه
میان‌پنجه (نام علمی: Mesonyx) نام یک سرده از تیره میان‌پنجه‌گان است.